# Hypatius (Konsul 359)
Flavius Hypatius war ein spätantiker römischer Beamter des 4. Jahrhunderts n. Chr. Im Jahr 359 war er Konsul.

## Leben
Hypatius war wahrscheinlich der Sohn des Offiziers Flavius Eusebius, der 347 Konsul gewesen war. Wie dieser und seine Geschwister Eusebia und Eusebius stammte er aus dem makedonischen Thessalonike. Hypatius’ Karriere begann, nachdem seine Schwester Eusebia 353 den Kaiser Constantius II. geheiratet und daraufhin begonnen hatte, ihre Brüder zu fördern. 359 wurde er gemeinsam mit seinem älteren Bruder Eusebius Konsul. Im Februar 363 war er vielleicht Statthalter der Stadt Rom (lat. vicarius urbis Romae). Danach wird er erst 371, in der Regierungszeit des Kaisers Valens, wieder in den Quellen genannt, als er und sein Bruder in Antiochia angeklagt waren, gegen den Kaiser konspiriert zu haben und ihn stürzen zu wollen. Obwohl ihnen nichts nachgewiesen werden konnte, mussten sie eine Geldstrafe zahlen und wurden verbannt. Bald darauf durften sie allerdings bereits zurückkehren; das Geld wurde ihnen zurückerstattet.
378–379 war Hypatius Stadtpräfekt in Rom (praefectus urbis Romae), was in der Spätantike ein wichtiges ziviles Amt war und den Titel vir illustris mit sich brachte. Bei seiner Amtseinführung, die ungefähr im August 378, kurz nach der verlustreichen Schlacht von Adrianopel, in Antiochia stattfand, wurden ihm mehrere Panegyriken (Lobreden) gehalten, darunter eine des berühmten Rhetors Libanios, die noch erhalten ist. 381 stattete Hypatius der Hauptstadt Konstantinopel einen Besuch ab, bis er als Prätorianerpräfekt in den Westen zurückkehrte. 382–383 blieb er praefectus praetorio Italiae, das heißt unter dem zu dieser Zeit im Westen herrschenden Kaiser Gratian Prätorianerpräfekt für Italien. Aus dieser Zeit sind etliche im Codex Theodosianus zusammengestellte kaiserliche Erlasse an ihn erhalten, die zwischen dem 13. April 382 und dem 28. Mai 383 ausgefertigt wurden. Hypatius, dessen Todesjahr unbekannt ist, war vermutlich Christ, wie aus einem Brief des Bischofs Gregor von Nazianz an ihn hervorgeht.

## Bewertung
Libanios beurteilt Hypatius in seinem Panegyrikus genregemäß äußerst positiv, was im Grunde nicht weiter interessant ist, da Panegyriken explizit diesem Zweck dienen. Interessanter ist die ausnehmend positive Bewertung im Werk des Historikers Ammianus Marcellinus – die Hauptquelle für die Zeit von 353 bis 378. Dort werden Hypatius und sein Bruder Eusebius an einer Stelle als „jenes herausragende Paar von Konsuln“ bezeichnet. Hypatius wird noch einmal bei 29,2,16 im Zusammenhang mit den Hochverratsprozessen unter Valens fast panegyrisch beschrieben: „Unter ihnen allen ragte, empfohlen durch den Schmuck seiner Tugenden, von frühester Jugend an besonders unser [noster] Hypatius hervor, ein Mann von ruhiger und friedsamer Denkungsart, der Ehrenhaftigkeit und Sanftmut des Wesens wie nach der Richtschnur abmaß und sowohl dem Ruhm seiner Vorfahren neuen Glanz lieh als auch selbst seine Nachkommen durch die bewundernswerten Leistungen einer zweimaligen Präfektur zierte“. Warum er die Brüder und vor allem Hypatius hier derart in den Himmel hebt, lässt sich nur vermuten: So war Ammian wahrscheinlich selbst in Antiochia anwesend, als es zu den Hochverrats-Prozessen kam, und vielleicht war er auch selbst in Gefahr. Eine weitere Verbindung zwischen Ammian und Hypatius könnte sich über die Präfekturen ergeben: Um 380 ging Ammian nach Rom, wo sich auch Hypatius befand. Vielleicht kannten sich die beiden persönlich.